# 1976년 동계 올림픽 프랑스 선수단
1976년 동계 올림픽 프랑스 선수단은 오스트리아 인스브루크에서 개최된 1976년 동계 올림픽에 참가한 올림픽 프랑스 선수단이다.

## 스피드스케이팅
- 에마뉘엘 미숑
- 리샤르 투른